# Парк Буши
Буши парк (англ. Bushy Park) — второй по величине парк из Королевских парков Лондона, расположенный на территории в 445 гектаров (1100 акров),, лежит непосредственно на севере Хэмптон-корта и парка Хэмптон-корта.
Он окружён Теддингтоном, Хэмптоном, Хэмптон Хиллом и Хэмптон Виком, находится в нескольких минутах ходьбы от северной стороны моста Кингстона.
Парк, первоначально созданный для королевского спорта, теперь является домом для Клуба Регби Теддингтона, Клуба Хоккея Теддингтона и четырёх клубов крикета, включая Королевский Клуб Крикета, Клуб Крикета Теддингтона и Клуб Хэмптон Хилл Крикет.
В нём также расположены пруды для ловли рыбы и судомодельного спорта, места для верховой езды, плантации деревьев и других растений, заповедники дикой природы и стада благородных оленей и ланей.
В парке находятся Дом Буши и Национальная физическая лаборатория.

## Галерея

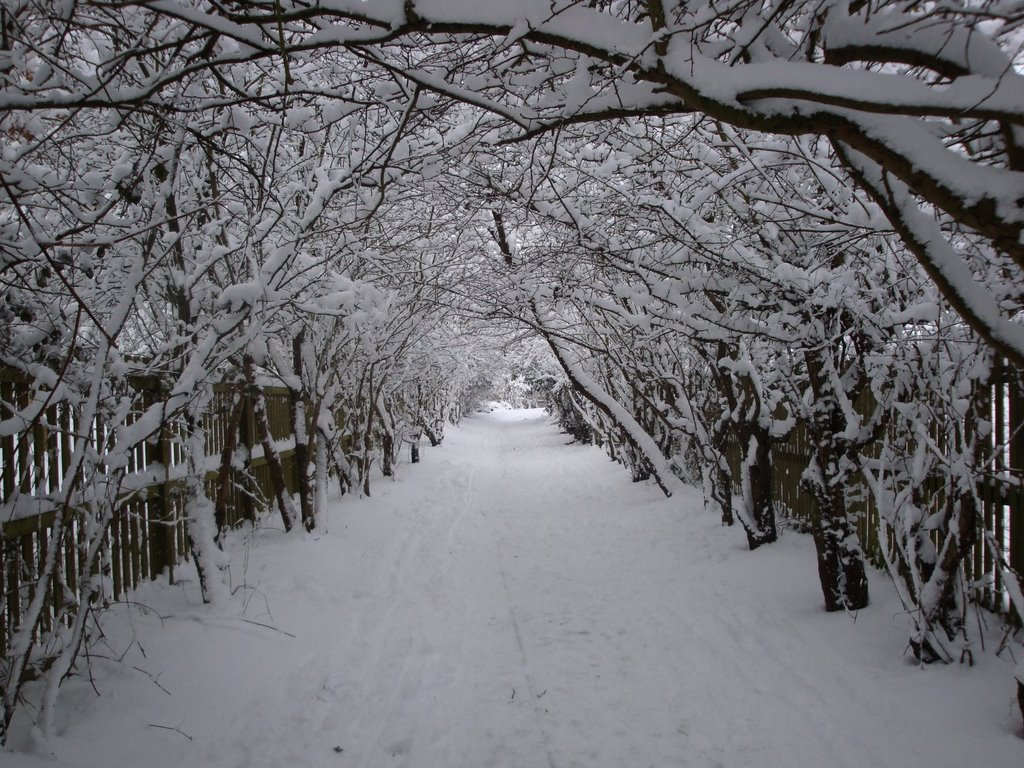
Зимний парк
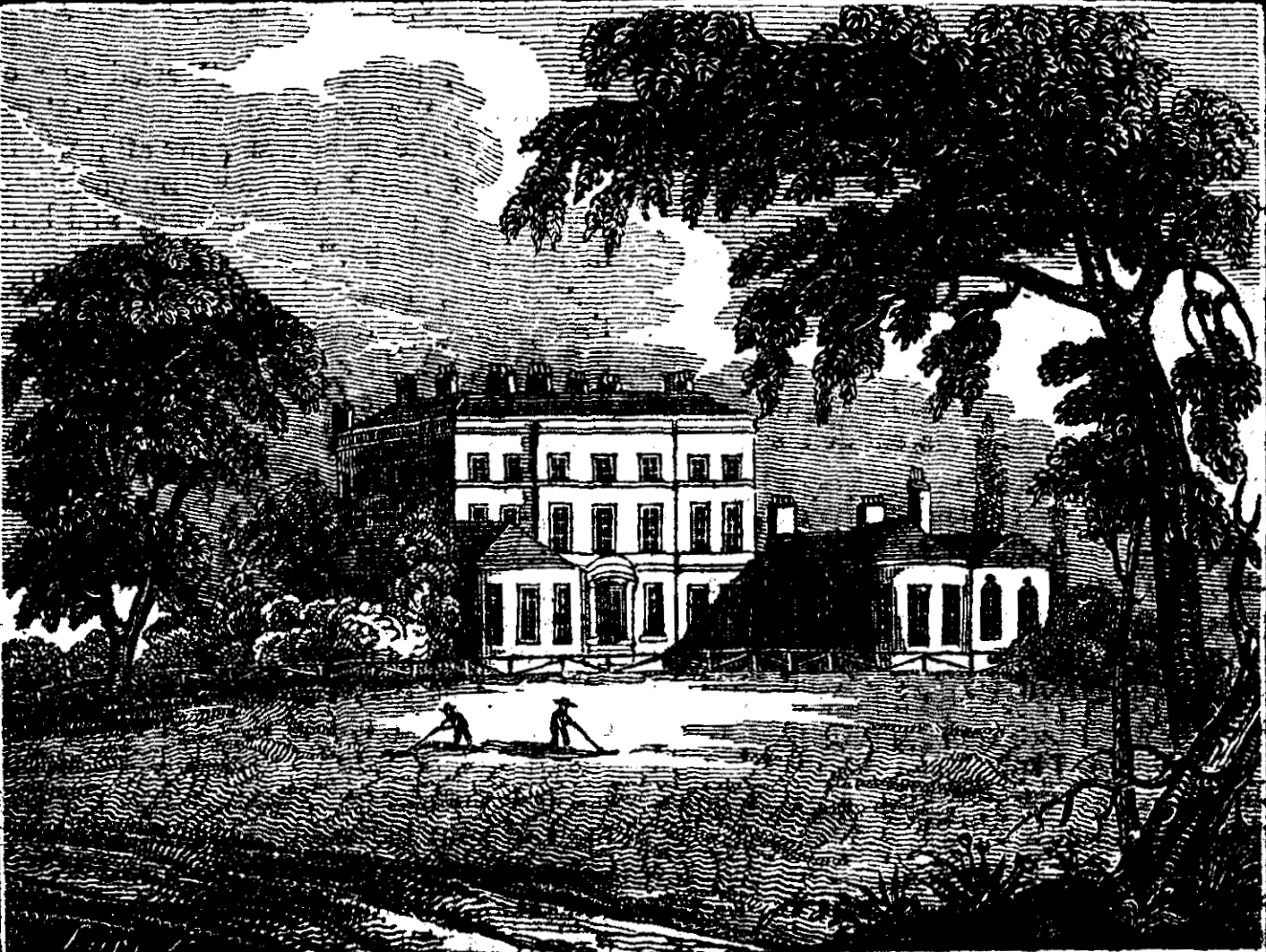
Дом Буши
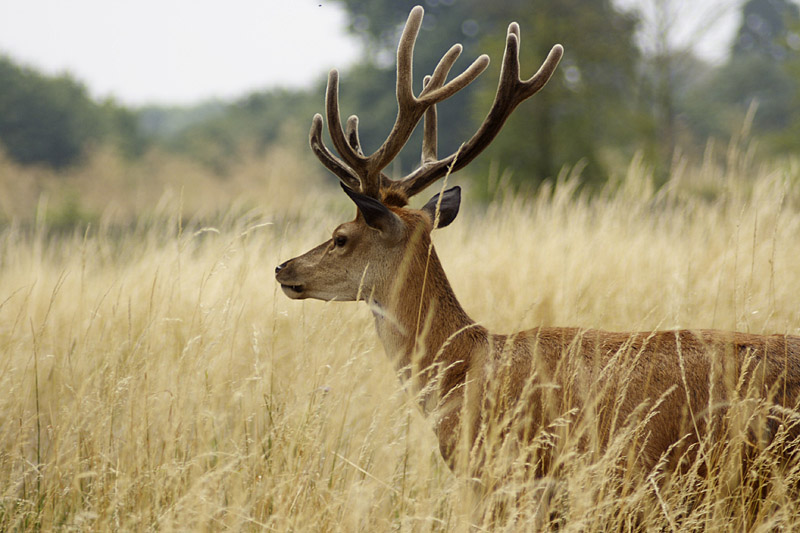
Один из оленей парка